# Peter Maloney (chính khách)
Peter Maloney là một luật sư, doanh nhân, nhà hoạt động và cựu chính khách người Canada, được chú ý nhất là một trong những nhân vật chính trị đầu tiên của Canada từng là người đồng tính và là một người xây dựng nổi bật của cộng đồng LGBT ở Toronto trong những năm 1970 và 1980.

## Hoạt động LGBT trong những năm 1970 và 1980
Maloney sau đó trở thành nhà đầu tư trong một số doanh nghiệp định hướng đồng tính ở Toronto, bao gồm tạp chí đồng tính Esprit và Club Baths. Ông cũng học trường luật, vẫn hoạt động trong Đảng Tự do, và là người quản lý chiến dịch của George Hislop trong cuộc bầu cử thành phố năm 1980.
Vào ngày 11 tháng 12 năm 1980, Maloney dẫn đầu một phái đoàn từ Hiệp hội đồng tính nữ và đồng tính nam Canada, bao gồm chính ông, Christine Bearchell, George Hislop, Paul-François Sylvestre và Monique Bell, trước Nhà chung và Ủy ban Thượng viện về Hiến pháp  Canada, ủng hộ việc đưa xu hướng tình dục là căn cứ bị cấm phân biệt đối xử trong các điều khoản về Quyền bình đẳng trong Phần 15 của Hiến chương về Quyền và Tự do của Canada.
Năm 1981, một lần nữa ông tìm kiếm đề cử Tự do ở St. George sau khi Margaret Campbell nghỉ hưu, nhưng mất đề cử cho Bruce McLeod. Ông cho rằng sự mất mát về tính dục của ông, cho rằng những người trong đảng đã loại ông như một "ứng cử viên duy nhất", người không thể chiến thắng các cử tri không đồng tính trong quận.
Cuối năm đó, với tư cách là chủ sở hữu của Câu lạc bộ Phòng tắm, ông phải đối mặt với các cáo buộc hình sự do Chiến dịch Xà phòng; đến lúc này là một luật sư hành nghề, ông đã tự bào chữa thành công và nhiều khách hàng phải đối mặt với cáo buộc. Sau đó, ông là người sáng lập Tạp chí Hoạt động Cảnh sát Độc lập (CIRPA) của Công dân, một nhóm theo dõi cảnh sát. Tuy nhiên, trong thời đại này, cảnh sát thường xuyên duy trì sự giám sát đối với cả Maloney và Hislop.